# Torneo de Makarska 2024
El Makarska International Championships 2024 fue un torneo de tenis profesional jugado en canchas de tierra batida. Se trató de la 18.ª edición del torneo que formó parte de los Torneos WTA 125s en 2024. Se llevó a cabo en Makarska, Croacia, entre el 3 al 9 de junio de 2024.

## Cabezas de serie

### Individuales
| Tenista          | Ranking | Preclasificada |
| Emma Navarro     | 22      | 1              |
| Arantxa Rus      | 50      | 2              |
| Mayar Sherif     | 53      | 3              |
| Anna Schmiedlová | 61      | 4              |
| Wang Xiyu        | 63      | 5              |
| Diane Parry      | 63      | 6              |
| Moyuka Uchijima  | 83      | 7              |
| Daria Saville    | 84      | 8              |

- Ranking del 27 de mayo de 2024.

### Dobles
| Tenista                                    | Ranking | Preclasificada |
| Valeriya Strakhova Wu Fang-hsien           | 164     | 1              |
| Valentini Grammatikopoulou Katarzyna Piter | 177     | 2              |

## Campeonas

### Individuales femeninos
Katie Volynets venció a  Mayar Sherif por 3–6, 6–2, 6–1

### Dobles femenino
Sabrina Santamaria /  Iryna Shymanovich vencieron a  Nao Hibino /  Oksana Kalashnikova por 6–4, 3–6, [10–6]